# Teosofia

emblema teosòfic

La teosofia (en grec, theosophia: theos, diví, i sophia, saviesa, 'ciència sagrada', 'saviesa divina') és el nom donat a una sèrie de corrents filosòfico-religiosos, històricament desvinculats entre si, que tenen en comú la voluntat de convertir la religió en una ciència, és a dir, que mesclen l'estudi paracientífic de la religió amb l'assumpció de la mentalitat religiosa, sovint amb concomitàncies mistèrico-místiques i/o ocultistes.
La primera tendència anomenada teosofia fou la doctrina esotèrica creada pels filòsofs d'Alexandria La paraula com a tal apareix al segle iii de l'era cristiana; l'utilitzen Ammoni Saccas i els seus deixebles, que van crear el sistema teosòfic eclèctic.
També hom coneix com a teosofia certes doctrines del Renaixement (filosofia natural de Paracels i mística de Jakob Böhme) i del Romanticisme (Franz Xaver von Baader i el darrer Schelling), segons les quals el coneixement de Déu i de les forces espirituals que són ocultes al món seria accessible independentment de la revelació, la qual cosa comporta un cert panteisme místico-naturalista o místico-racionalista.
En la filosofia d'Antonio Rosmini-Serbati (1797–1855, capellà catòlic i filòsof), 'teosofia' és la denominació equivalent de la teoria general de l'ésser, emprada com a títol de la seva obra pòstuma del 1859.
Modernament, però, el terme s'associa sobretot amb la doctrina elaborada per Helena Blavatsky. El 1875, amb Henry Steel Olcott i William Quan Judge, Blavatsky va crear la Societat Teosòfica, una organització espiritualista propera a altres moviments iniciàtics de la mateixa mena, com la francmaçoneria, els Rosa-Creu o el martinisme, amb els quals ha mantingut una estreta relació fins avui. La moderna teosofia recupera el principi teosòfic antic. Basada en un sincretisme que parteix de les tradicions de l'hinduisme i del budisme, els teòsofs afirmen que el seu fonament és un "cos de veritat" comú a totes les religions: la Tradició Primordial. La teosofia, diuen, és una recreació moderna del Sanatana Dharma, "la Veritat Eterna", com a religió en si mateixa. En aquest sentit concret, la teosofia forma part destacada de l'anomenat esoterisme occidental. En el canvi de segle la teosofia de Blavatsky fou molt influent en certs medis intel·lectuals i artístics.